# Răchiteni
Răchiteni es una comuna ubicada en el distrito de Iași, Rumania.

## Superficie
Cuenta con una superficie de 14,08 kilómetros cuadrados.

## Demografía
Hasta 2021 la población era de 2541 habitantes, con una densidad de población de 180,5 habitantes por kilómetro cuadrado.